# Malčkipalčki
Malčkipalčki je naslov pesmi avtorice Saše Vegri, ki jo najdemo v istoimenski pesniški zbirki.
Pesniška zbirka zajema devetinosemdeset pesmi, ki jih je izbral in uredil Niko Grafenauer. Ob nekaterih najdemo zanimive ilustracije slikarja Marjana Mančka. Knjiga je izšla leta 1985 pri založbi Mladinska knjiga.

## O pesniški zbirki
Pesmi govorijo o vasi in stvareh, s katerimi se otroci ves čas srečujejo (pri igri, doma, v vrtcu, v šoli, naravi ...), zato so prizori polni razposajenosti in igrivosti, ki sta tako značilni za otrokove podvige, raziskovanja in pustolovščine. V knjigi najdemo otroške igre in dogodivščine, prepletene z otroškimi občutji in s podobami iz narave. Vse to je prikazano na živahen, iskriv in izviren način, ki poskrbi za to, da otrokom ob branju nikoli ni dolgčas.
Zbirka ne vsebuje pesmi o živalih - te so glavna tema pesniške zbirke Saše Vegri z naslovom Kdo bo z nami šel v gozdiček, katera z Malčkipalčki tvori celoto. Tudi slednjo knjigo krasijo ilustracije Marjana Mančka.

## Interpretacija pesmi
Otroška pesmica govori o podobnosti pravljice Sneguljčica in sedem palčkov z resničnostjo. Vzgojiteljice v vrtcih imajo svoje varovance, ki sedijo na stolčku za mizico in z žlicami delajo velik hrup - kot je pri kopanju rude. Če je tovarišica morda kdaj pojedla jabolko, in če njen glavnik nima strupenih zob ter robov, jo morda pred vrtcem čaka princ.

## Seznam vseh pisateljev v antologiji
- Zvonimir Balog, prevedel Ivan Minatti
- France Bevk
- Matej Bor
- Vida Brest
- Anica Černej
- Branko Čopić, prevedel Cvetko Zagorski
- Karel Destovnik-Kajuh
- France Filipič
- Anton Funtek
- Cvetko Golar
- Alojz Gradnik
- Niko Grafenauer
- Igo Gruden
- Vida Jeraj
- Jovan Jovanović-Zmaj, prevedel Jože Šmit
- Slavko Jug
- Mile Klopčič
- France Kosmač
- Srečko Kosovel
- Miroslav Košuta
- Kajetan Kovič
- Lojze Krakar
- Fran Levstik
- Dragan Lukić, prevedel Ivan Minatti
- Neža Maurer
- Marija Mijot
- Mirta
- Lili Novy
- Tone Pavček
- Ljudmila Prunk-Utva
- Dušan Radović, prevedel Ivan Minatti
- Slavko Savinšek
- Jože Snoj
- Josip Stritar
- Jože Šmit
- Saša Vegri
- Grigor Vitez, prevedel Tone Pavček
- Dane Zajc
- Pavle Zidar
- Oton Župančič